# Dourou (Burkina Faso)
Pour les articles homonymes, voir Dourou (homonymie).
Dourou est une commune rurale située dans le département de Kirsi de la province du Passoré dans la région Nord au Burkina Faso.

## Géographie
Dourou se trouve à 12 km à l'ouest du centre de Kirsi, le chef-lieu du département, et à environ 40 km à l'est de Yako et de la route nationale 2 reliant le centre au nord du pays. La commune est traversée par la route régionale 20 qui relie Yako à Kaya en passant par Bokin.

## Économie
L'agriculture est la principale activité économique du village, en particulier les cultures maraîchères grâce à l'irrigation permise par le lac de retenue du barrage Oumarou-Kanazoé situé à 3 km au nord de Dourou.

## Santé et éducation
Dourou accueille un centre de santé et de promotion sociale (CSPS) tandis que le centre médical avec antenne chirurgicale (CMA) de la province se trouve à Yako.
Le village possède depuis 2012 un complexe de scolarisation des filles construit avec le soutien financier de la Lions Club International Foundation (LCIF).